# Теорія соціального конфлікту
Тео́рія соціа́льного конфлі́кту — це теоретичне обґрунтування конфлікту.

## Передісторія виникнення та генезис теорії соціальних конфліктів
Ще задовго до офіційного народження соціології існували теорії, що розглядають суспільство як організований конфлікт або боротьбу між індивідами і соціальними групами, між різними соціальними верствами суспільства, між різними країнами, релігіями, поколіннями, статями тощо. Так відомий англійський філософ Томас Гоббс у своїх поглядах допускає великий елемент конфлікту в усіх соціальних відносинах, він не сумнівається в тому, що «людина людині вовк», а в суспільстві природним станом є «війна всіх проти всіх». Наприкінці XIX століття Герберт Спенсер зробив висновок про те, що суспільство відбирає в процесі природного добору кращих із кращих. Сучасник Спенсера Карл Маркс сформулював інший погляд на цю проблему. Він припустив, що соціальна поведінка може бути найкраще пояснена як процес конфлікту. Маркс зосередив увагу на боротьбі різних класів у суспільстві.
Відмінності в теоріях, які висунули Гоббс, Спенсер та Маркс, вказують на вирішальний вплив початкових одиниць аналізу на хід дослідження. Тоді як економічні класи насамперед були одиницями аналізу в Маркса, Гоббс і Спенсер приділяли більше уваги відносинам між індивідами і суспільством. Однак конфліктна парадигма не обмежується економічним аналізом. Видатний німецький теоретик Георг Зіммель був, зокрема, зацікавленим у вивченні конфлікту в малих групах. Він зауважував, що конфлікти серед членів однієї тісно пов'язаної групи мають тенденцію бути інтенсивнішими ніж конфлікти серед людей, які не поділяють спільних почуттів належності до однієї групи.

## Основні концепції теорії соціального конфлікту
- концепція позитивно-функціонального конфлікту Льюїса Козера;
- конфліктна модель суспільства Ральфа Дарендорфа;
- загальна теорія конфлікту Кеннета Боулдінга.

### Концепції Л. Козера
- суспільству притаманна неминуча соціальна нерівність = постійна психологічна незадоволеність його членів = напруженість у відносинах між індивідами і групами (емоційний, психічний розлад) = соціальний конфлікт;
- соціальний конфлікт як напруженість між тим, що є, і що повинно бути відповідно до уявлень тих чи інших соціальних груп або індивідів;
- соціальний конфлікт як боротьба за цінності і претензії на певний статус, владу і ресурси, боротьба, в якій цілями супротивників є нейтралізація, нанесення шкоди або знищення суперника.

### Конфліктна модель суспільства Р. Дарендорфа
- постійні соціальні зміни в суспільстві, переживання соціального конфлікту;
- будь-яке суспільство спирається на примус одних його членів іншими = нерівність соціальних позицій стосовно розподілу влади;
- різниця в соціальному становищі різних соціальних груп і індивідів викликає взаємні тертя, протиріччя = як наслідок — зміна соціальної структури самого суспільства.

### Загальна теорія конфлікту Кеннета Боулдінга
- всі конфлікти мають спільні зразки розвитку = їх докладне вивчення і аналіз дає можливість створити узагальнену теорію — «загальну теорію конфлікту», яка дозволить суспільству контролювати конфлікти, керувати ними, прогнозувати їх наслідки;
- Боулдінг стверджує, що конфлікт невіддільний від суспільного життя (в природі людини — прагнення до боротьби із собі подібним);
- Конфлікт — ситуація, в якій кожна зі сторін прагне зайняти позицію несумісну і протилежну щодо інтересів іншої сторони;
- 2 аспекти соціального конфлікту: статичний і динамічний. Статичний — аналіз сторін (суб'єктів) конфлікту (особистості, організації, групи) і відносин між ними = класифікація: етнічні, релігійні, професійні. Динамічний — вивчає інтереси сторін як спонукальні сили в конфліктній поведінці людей = визначення динаміки конфлікту = є сукупність відповідних реакцій сторін на зовнішні стимули.